# Grzymały (Mazovie)
Pour les articles homonymes, voir Grzymały.
Grzymały  [ɡʐɨˈmawɨ] est un village polonais de la gmina de Kosów Lacki dans le powiat de Sokołów et dans la voïvodie de Mazovie, au centre-est de la Pologne.
Il se situe à environ de 10 kilomètres au sud de Kosów Lacki, 15 kilomètres au nord-ouest de Sokołów Podlaski et à 84 kilomètres au nord-est de Varsovie.